# Kabinett Goppel III
Das Kabinett Goppel III bildete vom 8. Dezember 1970 bis zum 12. November 1974 die Staatsregierung des Freistaates Bayern.
| Amt                                                                                          | Name                                          | Partei  | Staatssekretäre                                     |
| -------------------------------------------------------------------------------------------- | --------------------------------------------- | ------- | --------------------------------------------------- |
| Ministerpräsident                                                                            | Alfons Goppel                                 | CSU     | ?                                                   |
| Stellvertreter des Ministerpräsidenten                                                       | Otto Schedl bis 22. Februar 1972 Philipp Held | CSU CSU | –                                                   |
| Inneres                                                                                      | Bruno Merk                                    | CSU     | Erich Kiesl                                         |
| Justiz                                                                                       | Philipp Held                                  | CSU     | Josef Bauer                                         |
| Finanzen                                                                                     | Otto Schedl bis 22. Februar 1972 Ludwig Huber | CSU CSU | Karl Hillermeier                                    |
| Wirtschaft und Verkehr                                                                       | Anton Jaumann                                 | CSU     | Franz Sackmann                                      |
| Ernährung, Landwirtschaft und Forsten                                                        | Hans Eisenmann                                | CSU     | Simon Nüssel                                        |
| Landesentwicklung und Umweltfragen                                                           | Max Streibl                                   | CSU     | Alfred Dick                                         |
| Unterricht und Kultus                                                                        | Hans Maier                                    | CSU     | Erwin Lauerbach                                     |
| Arbeit und Soziale Fürsorge bis 31. Dezember 1971 Arbeit und Sozialordnung ab 1. Januar 1972 | Fritz Pirkl                                   | CSU     | Reinhold Vöth bis 24. Oktober 1972 Wilhelm Vorndran |
| Bundesangelegenheiten                                                                        | Franz Heubl                                   | CSU     | –                                                   |